# Charles Kirkpatrick Sharpe
Pour les articles homonymes, voir Sharpe.
Charles Kirkpatrick Sharpe, né le 15 mai 1781 à Hoddam Castle et mort le 17 mars 1851 à Édimbourg, est un artiste, écrivain, éditeur et antiquaire écossais. 

## Biographie
Il est le deuxième fils de Charles Sharpe (à l'origine Charles Kirkpatrick) de Hoddam, dans le Dumfriesshire, et d'Eleonora, la plus jeune fille de John Renton de Lamerton, née le 15 mai 1781. Il étudie à Édimbourg en 1796 et, en octobre de la même année, rejoint la classe de John Robison à l'université d'Édimbourg. Il revient chez lui en mai 1798. 
En vue de prendre les ordres dans l'Église épiscopale écossaise, il s'inscrit en 1798 à Christ Church à Oxford, où il obtient son BA le 17 juin 1802 et son MA le 28 juin 1806. Ne s'intégrant pas à son collège en termes d'activité sociale, il se consacre principalement à la recherche d'antiquaires et au dessin,.
Au lieu d'entrer dans l'église, il s'installe à Édimbourg en 1827, vivant d'abord au 93 Princes Street, une maison donnant directement sur le château d'Édimbourg. Il déménage plus tard au 28 Drummond Place dans la New Town. 
Bien qu'il soit un invité bienvenu dans la société, il est en fait un reclus littéraire, qui ne fait aucun effort pour suivre la mode dans son habillement.
Sa collection d'objets comprend les armoiries de la maison du cardinal Beaton (Bethune) sur la Cowgate (en) à Édimbourg. 
Il meurt célibataire, le 17 mars 1851. 

## Œuvres

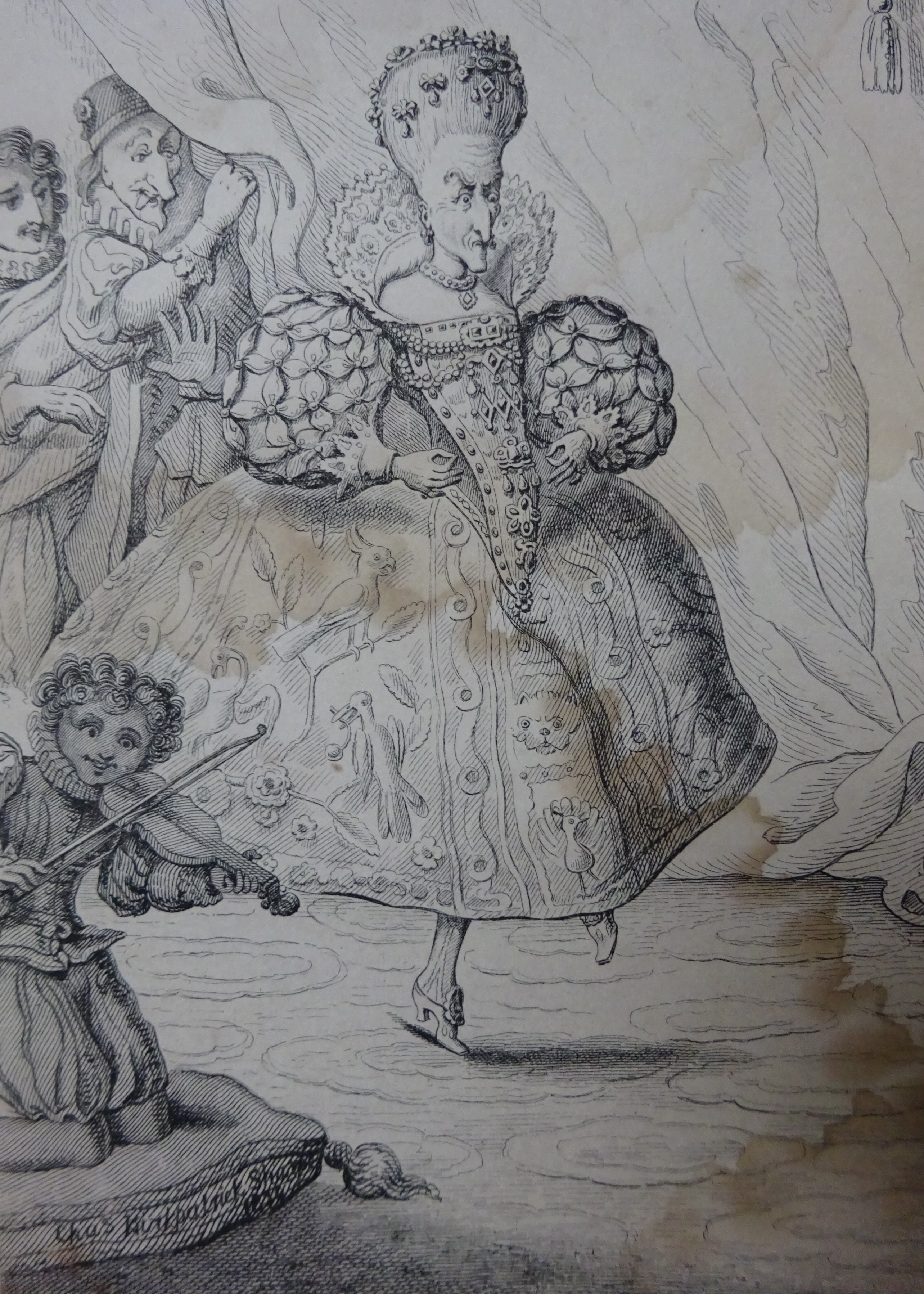
Elizabeth I dancing, observed by Roger Aston, par Charles Kirkpatrick Sharpe.

Sharpe a contribué par des ballades au deuxième volume de Border Minstrelsy (en) de Walter Scott. En 1807, il a également publié à Oxford Metrical Legends and other Poems. En 1823, il publie son Ballad Book, qui est réédité en 1880 par David Laing, avec des ajouts des manuscrits de Sharpe. Il a également contribué à l'édition par Laing des notes de William Stenhouse (en) pour le Scots Musical Museum (en) de James Johnson (1853). 
En 1817, Sharpe édite l' Histoire secrète et véritable de l'Église d'Écosse de la Restauration à l'année 1678, de James Kirkton (en), avec un récit du meurtre de l'archevêque Sharpe, par James Russell, un acteur, avec des notes. Elle est suivie en 1820 par une édition des Memorialls ; or the considerable Things that fell out within the Island of Great Britain from 1638 to 1684 de Robert Law, contenant des informations sur la sorcellerie et des sujets connexes. En 1827, il édite A Part of the Life of Lady Margaret Cunninghame, fille du comte de Glencairn, qu'elle eut avec son premier mari, le comte d'Evandale ; en 1828 (pour le Bannatyne Club), The Letters of Archibald, Earl of Argyle ; et en 1837, Surgundo, or the Valiant Christian, un chant catholique pour la victoire à la bataille de Glenlivet en 1594 ; et la même année, Menuets et chansons de Thomas, sixième comte de Kellie. 
En dessin, la force de Sharpe réside dans la caricature satirique ou grotesque. Ses frontispices et illustrations, publiés au Bannatyne Club et dans d'autres publications d'antiquaires, s'appuient sur des connaissances d'antiquaires. En 1833, il publie un recueil d'eaux-fortes intitulé Portraits of an Amateur, et ses Etchings, with Photographs from Original Drawings, Poetical and Prose Fragments, paraissent après sa mort à Édimbourg en 1869. Sharpe réalise un dessin satirique d'Élisabeth Ire dans sa vieillesse, dansant pour démontrer à Roger Aston (en), l'envoyé de Jacques VI, qu'elle est encore en pleine forme et pleine de vie. Une version est publiée en frontispice des Lettres de Marie Stuart de William Turnbull.
Les lettres à et de CK Sharpe ont été éditées par Alexander Allardyce en 1888.